# Южноафриканский изико-музей
Изико (Южноафриканский изико-музей, англ. Iziko South African Museum) — национальный музей Южно-Африканской Республики, расположенный на территории Компани Гарден (Company’s Garden) в центре Кейптауна.
Основан лордом Чарльзом Сомерсетом в 1825 году, став вторым научно-исследовательским учреждением в стране. С 1897 года находится на своём нынешнем месте в Компани Гарден.
Обладает крупнейшей в Африке экспозицией экспонатов по зоологии, палеонтологии и археологии. В конце XX века на базе музея был сформирован музейный комплекс, в который были объединены несколько других музеев Кейптауна.
Широко известен также как образовательное и просветительское учреждение: музейные коллекции, включающие экспонаты по многим вымершим и ныне живущим формам жизни Южной Африки, материалы культурного наследия коренного населения, изучаются учёными и студентами, используются в общественно-просветительских мероприятиях и выставках. Также в составе музейного комплекса имеется современный планетарий.
Музей ежегодно посещают около 400 тыс. человек, он является одной из основных туристических достопримечательностей Кейптауна.
Финансируется за счёт ежегодного гранта Департамента художественной культуры, науки и техники ЮАР. Исследования и другие проекты поддерживаются грантами от других научно-исследовательских организаций, бюджета города Кейптаун, и, в некоторых случаях, за счёт частных пожертвований.

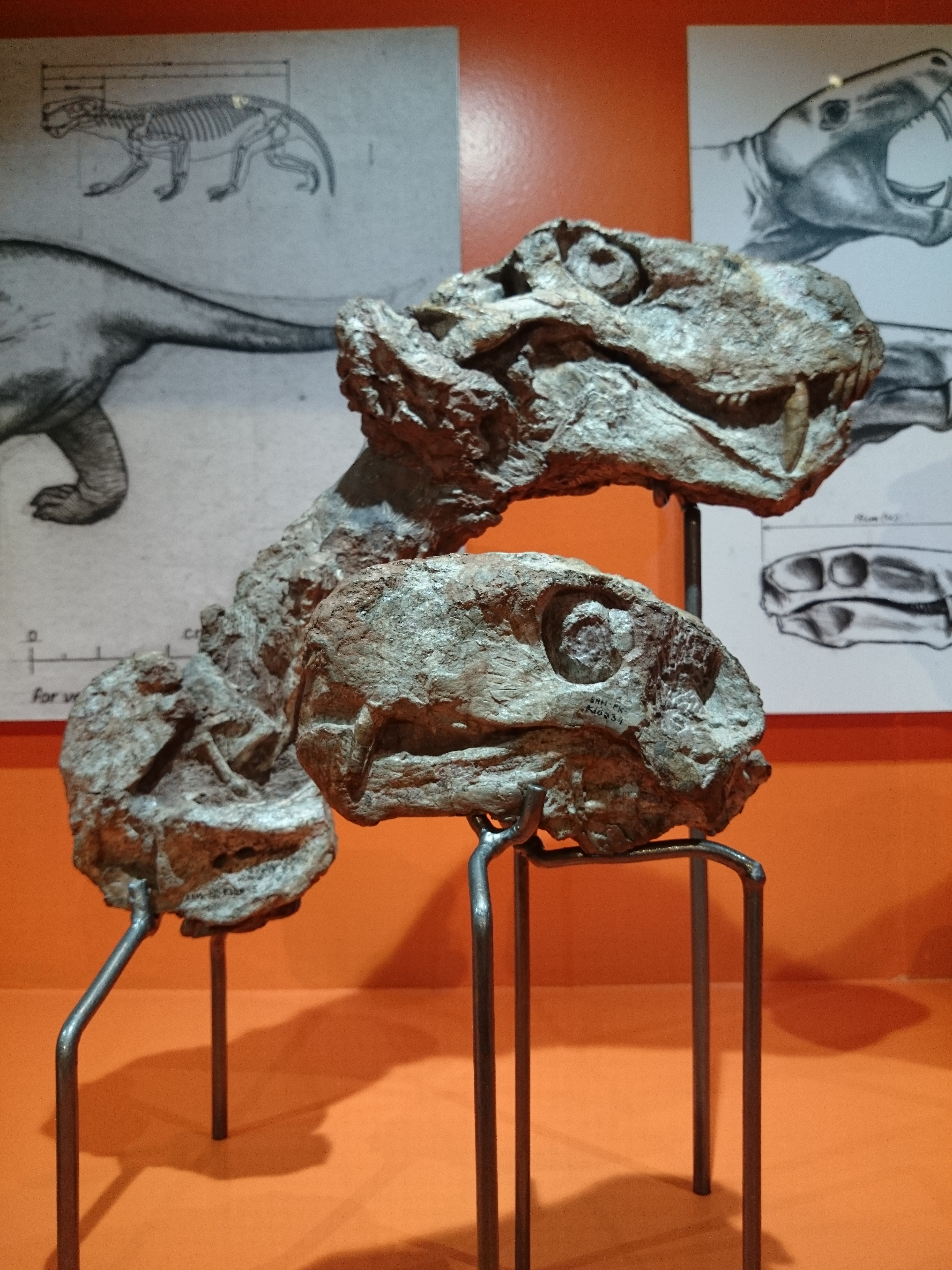
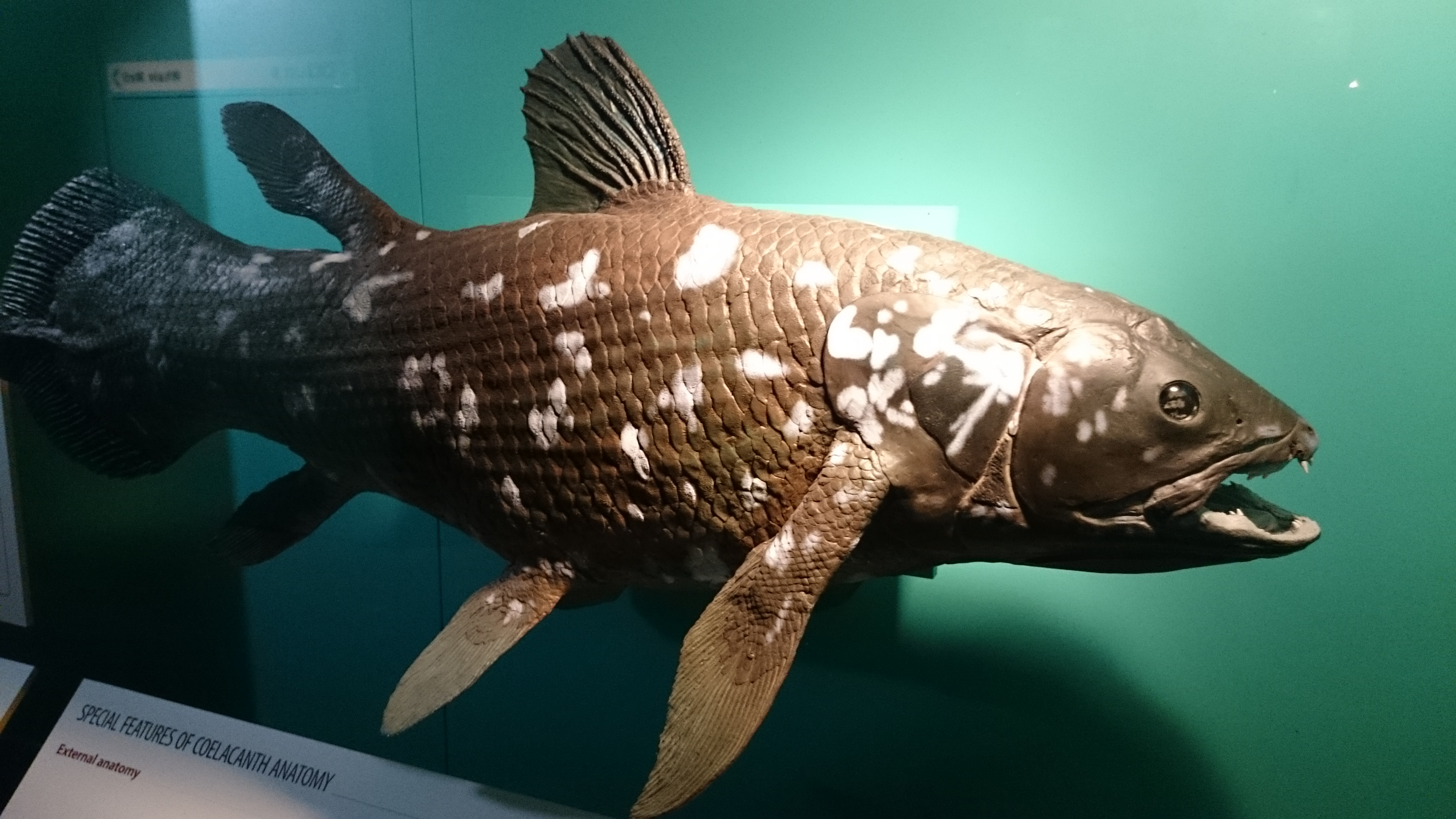
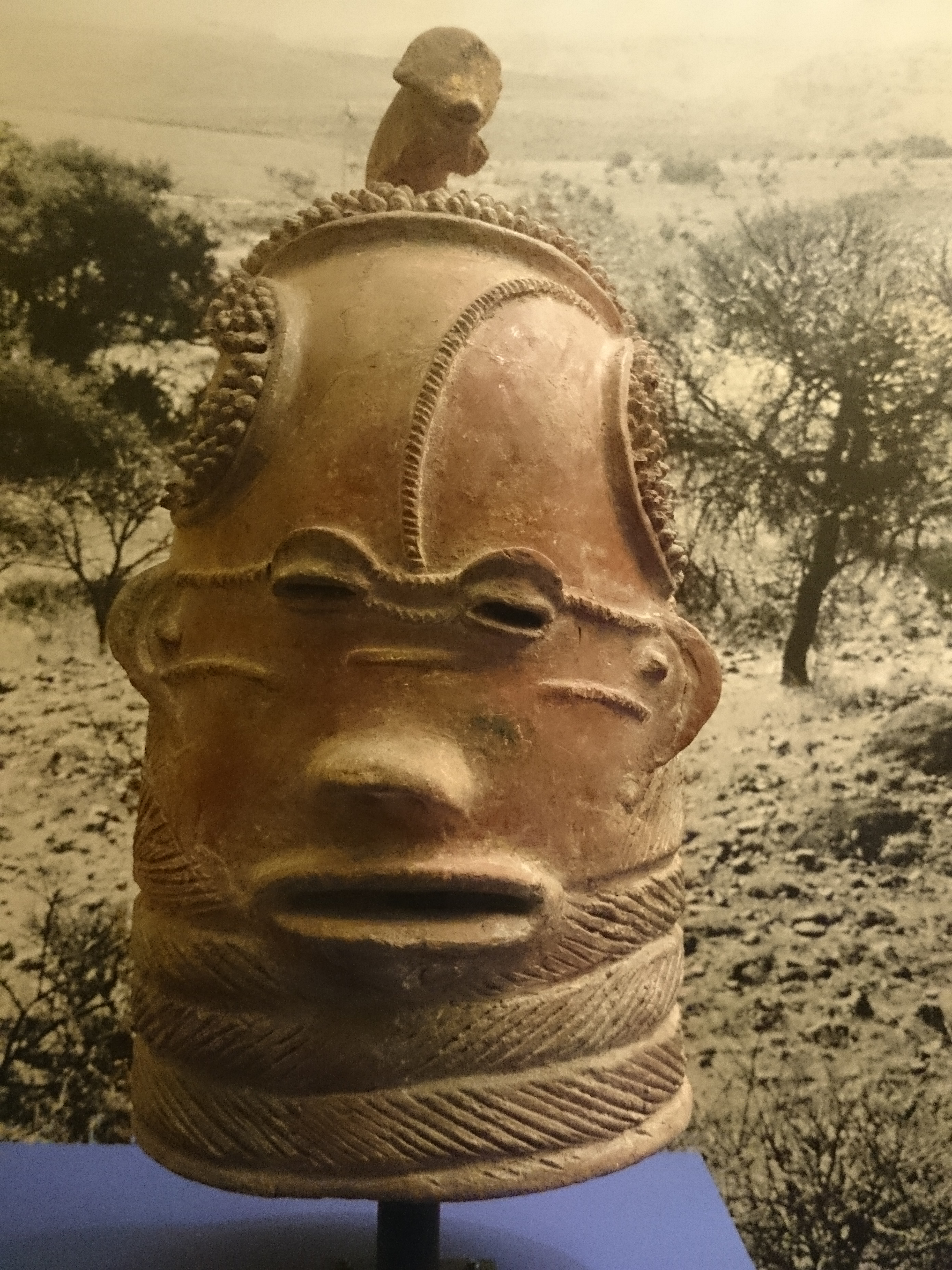
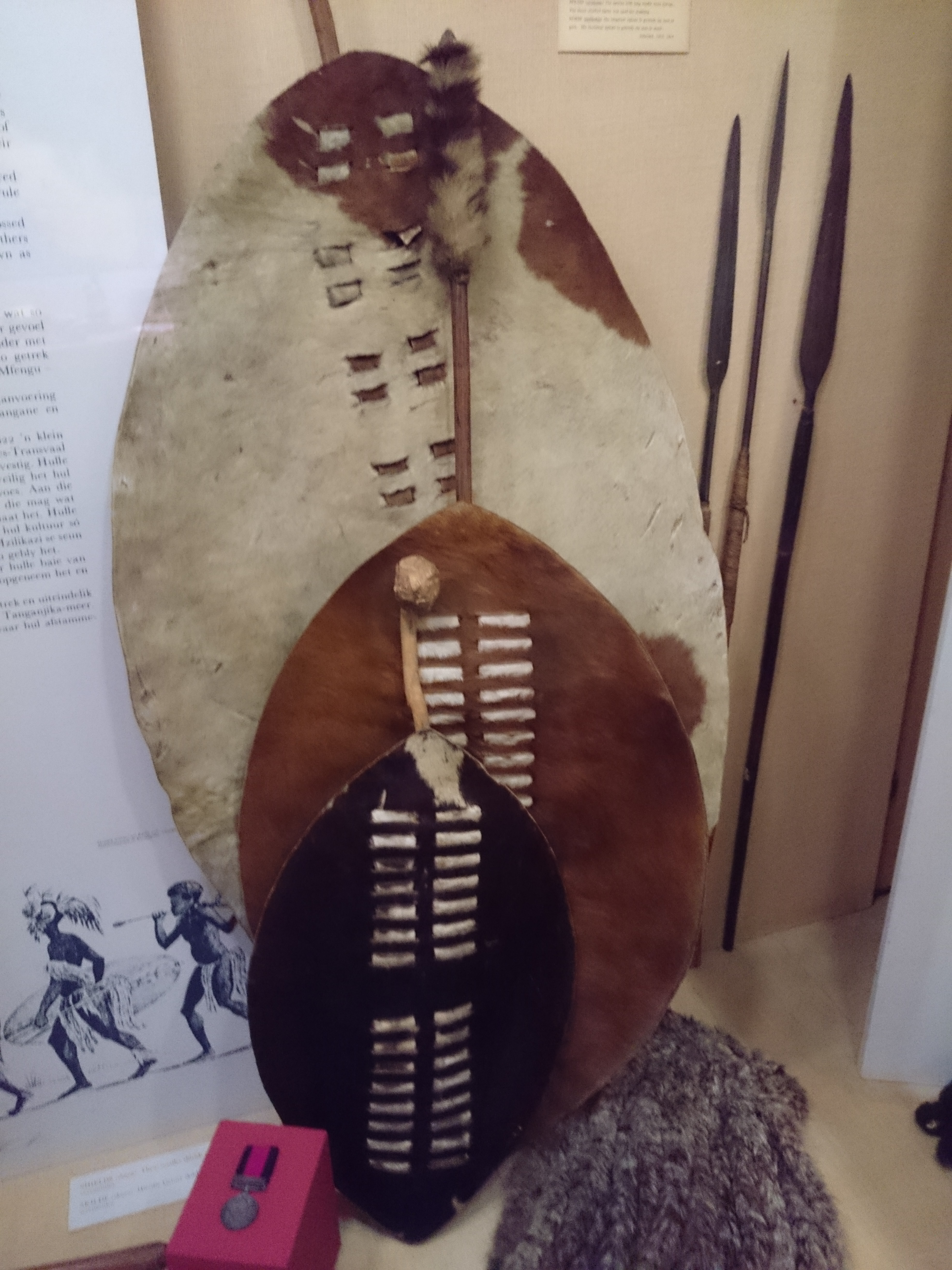
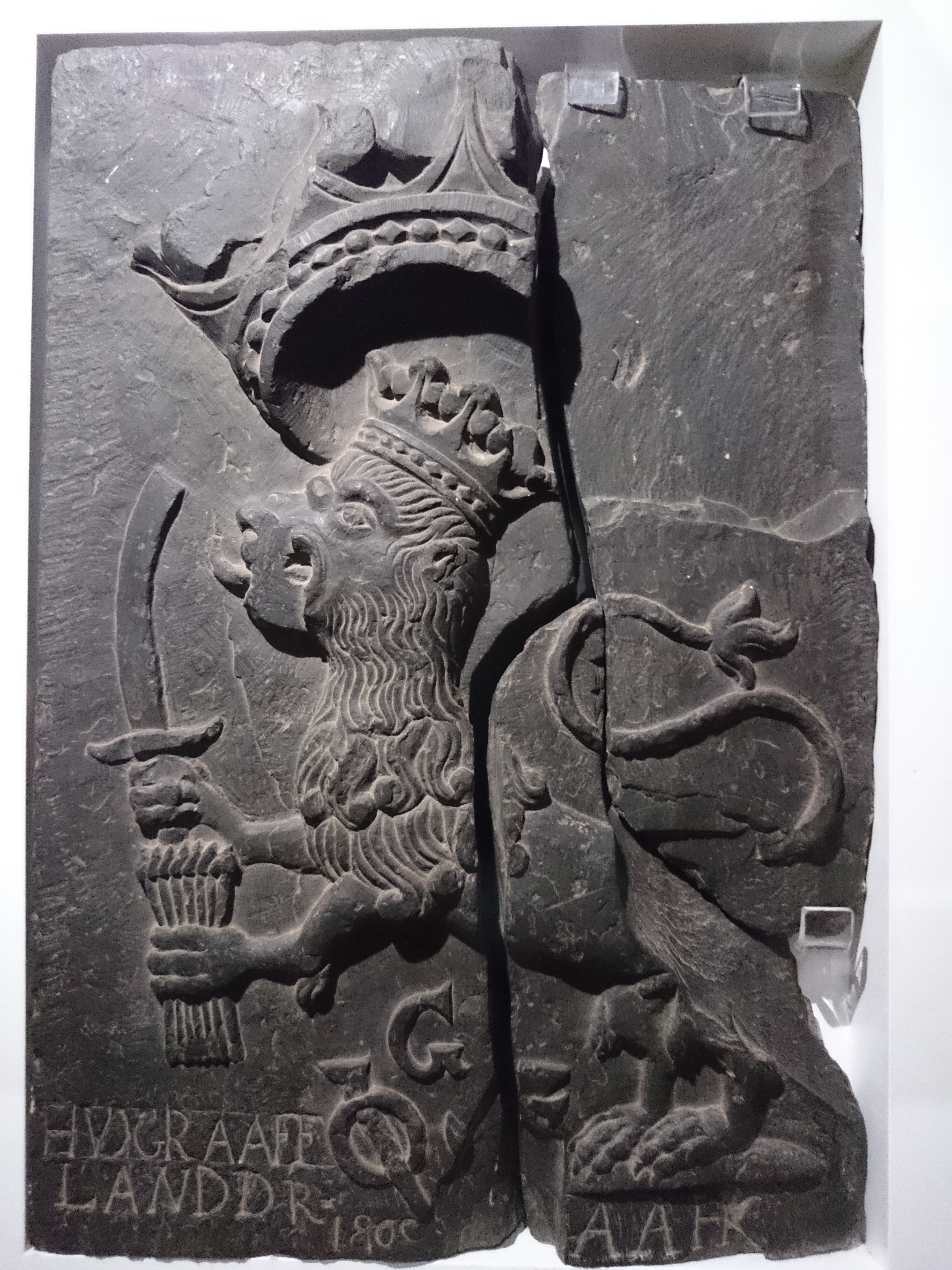